# Стеттлер № 6
Графство Стеттлер № 6 (англ. Stettler County No. 6) — муніципальний район в Канаді, у провінції Альберта.

## Населення
За даними перепису 2016 року, муніципальний район нараховував 5322 жителів, показавши зростання на 4,3%, порівняно з 2011 роком. Середня густина населення становила 1,3 особи/км².
З офіційних мов обидвома одночасно володіли 80 жителів, тільки англійською — 5 205, а 35 — жодною з них. Усього 740 осіб вважали рідною мовою не одну з офіційних, з них 5 — українську.
Працездатне населення становило 74% усього населення, рівень безробіття — 7,4% (8,6% серед чоловіків та 6,4% серед жінок). 66,4% були найманими працівниками, 32,7% — самозайнятими.
Середній дохід на особу становив $52 765 (медіана $39 552), при цьому для чоловіків — $63 841, а для жінок $40 788 (медіани — $50 377 та $30 016 відповідно).
30,9% мешканців мали закінчену шкільну освіту, не мали закінченої шкільної освіти — 23,7%, 45,2% мали післяшкільну освіту, з яких 16,2% мали диплом бакалавра, або вищий, 10 осіб мали науковий ступінь.
| Статево-вікова структура населення | Статево-вікова структура населення | Статево-вікова структура населення | Статево-вікова структура населення | Статево-вікова структура населення |
| ---------------------------------- | ---------------------------------- | ---------------------------------- | ---------------------------------- | ---------------------------------- |
|                                    |                                    |                                    |                                    |                                    |
| Всього                             | Всього                             | 51,6%48,4%                         |                                    |                                    |
| 0 — 14 років                       | 0 — 14 років                       |                                    | 20,9%                              | 20,9%                              |
| 15 — 64 років                      | 15 — 64 років                      |                                    | 65,3%                              | 65,3%                              |
| 65 і більше                        | 65 і більше                        |                                    | 13,8%                              | 13,8%                              |
| 85 і більше                        | 85 і більше                        |                                    | 0,7%                               | 0,7%                               |
| Середній вік (років)               | Середній вік (років)               | 39,2                               | 39,2                               | 39,2                               |
| Медіана (років)                    | Медіана (років)                    | 40,440,8                           | 40,6                               | 40,6                               |
| — чоловіки — жінки                 |                                    |                                    |                                    |                                    |

| Походження мешканців:     | Походження мешканців:     | Походження мешканців: | Походження мешканців: | Походження мешканців: |
| ------------------------- | ------------------------- | --------------------- | --------------------- | --------------------- |
| Походження                |                           |                       | осіб                  | %                     |
| Корінні американці        | Корінні американці        |                       | 225                   | 4.7%                  |
| Інше північноамериканське | Інше північноамериканське |                       | 1 840                 | 38.45%                |
| Європейське               | Європейське               |                       | 3 845                 | 80.36%                |
| британське                | британське                |                       | 2 560                 | 53.5%                 |
| французьке                | французьке                |                       | 470                   | 9.82%                 |
| українське                | українське                |                       | 315                   | 6.58%                 |
| Карибське                 | Карибське                 |                       | 10                    | 0.21%                 |
| Африканське               | Африканське               |                       | 15                    | 0.31%                 |
| Азійське                  | Азійське                  |                       | 35                    | 0.73%                 |
| Океанійське               | Океанійське               |                       | 25                    | 0.52%                 |

| Зайнятість населення за галузями (за класифікацією NOC): | Зайнятість населення за галузями (за класифікацією NOC): | Зайнятість населення за галузями (за класифікацією NOC): | Зайнятість населення за галузями (за класифікацією NOC): | Зайнятість населення за галузями (за класифікацією NOC): |
| -------------------------------------------------------- | -------------------------------------------------------- | -------------------------------------------------------- | -------------------------------------------------------- | -------------------------------------------------------- |
|                                                          |                                                          |                                                          |                                                          |                                                          |
| Управління                                               | Управління                                               |                                                          | 22,9%                                                    | 22,9%                                                    |
| Бізнес, фінанси та адміністрування                       | Бізнес, фінанси та адміністрування                       |                                                          | 11,6%                                                    | 11,6%                                                    |
| Природничі та прикладні науки                            | Природничі та прикладні науки                            |                                                          | 4,3%                                                     | 4,3%                                                     |
| Охорона здоров'я                                         | Охорона здоров'я                                         |                                                          | 5%                                                       | 5%                                                       |
| Освіта, правозахист, муніципальні та урядові служби      | Освіта, правозахист, муніципальні та урядові служби      |                                                          | 4,6%                                                     | 4,6%                                                     |
| Мистецтво, культура, відпочинок та спорт                 | Мистецтво, культура, відпочинок та спорт                 |                                                          | 1,8%                                                     | 1,8%                                                     |
| Роздрібна торгівля та послуги                            | Роздрібна торгівля та послуги                            |                                                          | 13,8%                                                    | 13,8%                                                    |
| Гуртова торгівля, транспорт та обладнання                | Гуртова торгівля, транспорт та обладнання                |                                                          | 21,6%                                                    | 21,6%                                                    |
| Природні ресурси, сільське господарство                  | Природні ресурси, сільське господарство                  |                                                          | 11,3%                                                    | 11,3%                                                    |
| Виробництво                                              | Виробництво                                              |                                                          | 3%                                                       | 3%                                                       |

## Населені пункти
До складу муніципального району входять містечко Стетлер, села Біг-Веллі, Гедсбі, Бота, Дональда, літні села Вайт-Сендс, Рошон-Сендс, а також хутори, інші малі населені пункти та розосереджені поселення.

## Клімат
Середня річна температура становить 2,9°C, середня максимальна — 21,6°C, а середня мінімальна — -19,2°C. Середня річна кількість опадів — 464 мм.
| Клімат поселення                              | Клімат поселення | Клімат поселення | Клімат поселення | Клімат поселення | Клімат поселення | Клімат поселення | Клімат поселення | Клімат поселення | Клімат поселення | Клімат поселення | Клімат поселення | Клімат поселення | Клімат поселення |
| Показник                                      | Січ.             | Лют.             | Бер.             | Квіт.            | Трав.            | Черв.            | Лип.             | Серп.            | Вер.             | Жовт.            | Лист.            | Груд.            |                  |
| Середній максимум, °C                         | −6,15            | −2,68            | 2,29             | 10,68            | 16,84            | 20,90            | 21,60            | 20,92            | 15,68            | 9,94             | 0,35             | −5,56            |                  |
| Середня температура, °C                       | −12,68           | −9,22            | −4,29            | 4,10             | 10,30            | 14,38            | 16,43            | 15,77            | 10,50            | 4,78             | −4,8             | −10,72           |                  |
| Середній мінімум, °C                          | −19,23           | −15,75           | −10,8            | −2,4             | 3,77             | 7,81             | 11,27            | 10,60            | 5,35             | −0,4             | −9,98            | −15,89           |                  |
| Норма опадів, мм                              | 21               | 16               | 22               | 23               | 50               | 84               | 89               | 60               | 44               | 20               | 18               | 17               |                  |
| Середньомісячна швидкість вітру, м/с          | 3.70             | 3.60             | 3.80             | 4.05             | 4.10             | 3.78             | 3.40             | 3.20             | 3.50             | 3.70             | 3.90             | 3.80             |                  |
| Середньомісячна сонячна радіація, кДж/м²·день | 3807             | 7445             | 12484            | 17484            | 20801            | 22090            | 22666            | 19086            | 13222            | 7961             | 4081             | 2839             |                  |
| --------------------------------------------- | ---------------- | ---------------- | ---------------- | ---------------- | ---------------- | ---------------- | ---------------- | ---------------- | ---------------- | ---------------- | ---------------- | ---------------- | ---------------- |
| Джерело:                                      |                  |                  |                  |                  |                  |                  |                  |                  |                  |                  |                  |                  |                  |